# Comiket
Comiket (コミケット, Komiketto), ook wel bekend als de Comic Market (コミックマーケット, Komikku Māketto) is het grootste Dojinshi-evenement ter wereld en wordt twee keer per jaar gehouden in de Tokyo Big Sight. De eerste Comiket werd gehouden op 21 december 1975 en had maar 32 Dojinshi-cirkels en ongeveer 600 bezoekers. Het aantal bezoekers is sindsdien gegroeid tot meer dan 500.000 unieke bezoekers per evenement. Het is een DIY-evenement voor het verkopen van dōjinshi. Doordat veel van de artikelen die verkocht worden op Comiket zeldzaam zijn (het komt maar zelden voor dat een dōjinshi een tweede druk heeft), worden sommige artikelen later in winkels of op het internet verkocht voor prijzen die meer dan 10 keer hoger zijn dan de originele prijs.
Het beheer van de Comiket is de verantwoordelijkheid van de Comic Market Preparatory Committee (ComiketPC).

## Oorsprong
Comiket werd opgericht in 1975 door Yoshihiro Yonezawa en een groep vrienden, waaronder Teruo Harada en Jun Aniwa, toen zij studeerden aan de Meiji Universiteit. Ze wilden manga bestuderen en de mogelijkheden daarbij omdat het commerciële aanbod geen uitdaging bood en te mainstream was, nadat COM ermee ophield. Comiket werd ook opgericht als een vrijere vorm van de SF Taikai conventie.

## Tijd, datum en locatie

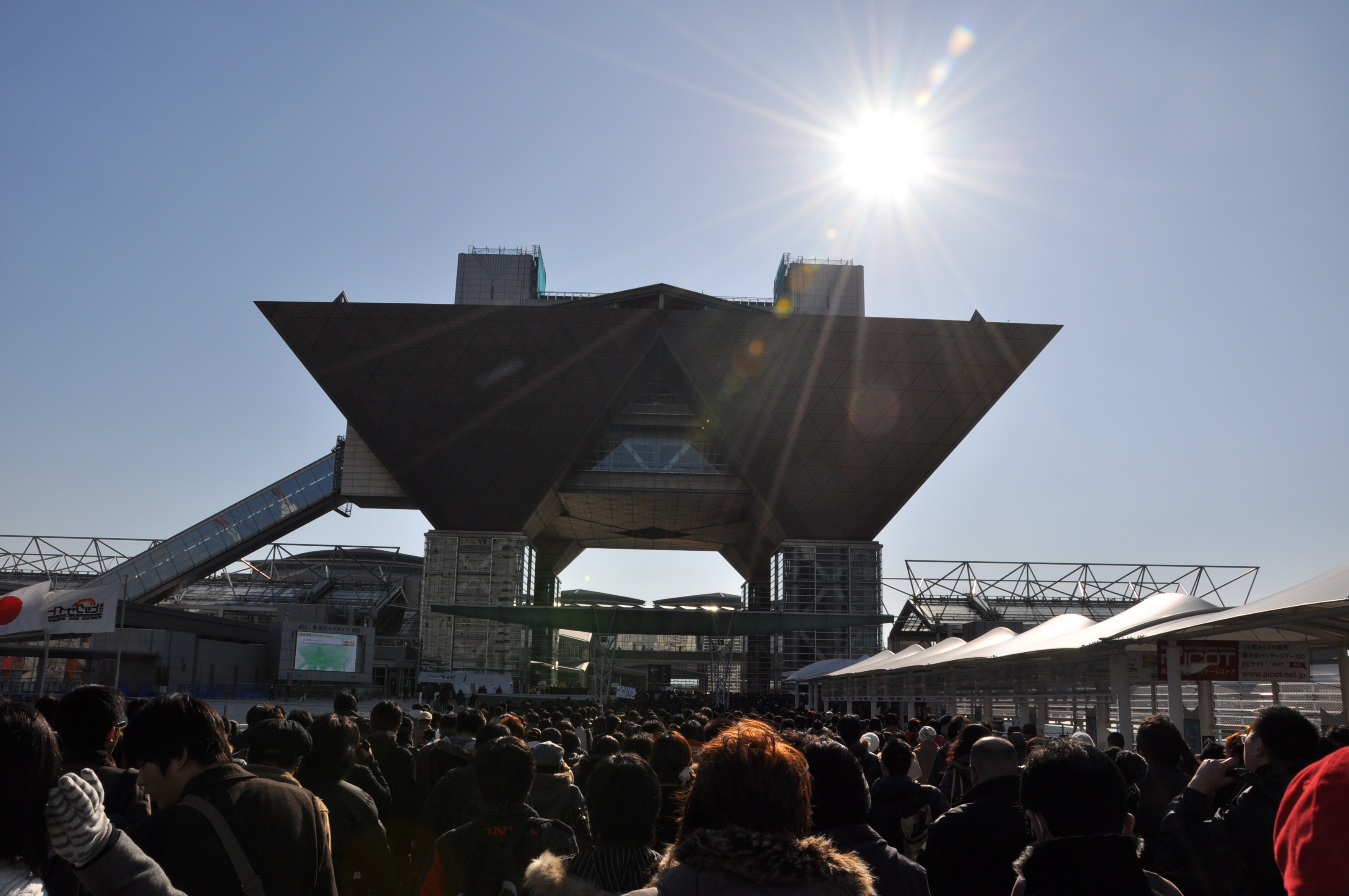
De wachtrij bij Comiket 77 in december 2009

Comiket wordt tweemaal per jaar gehouden; in augustus en in december. Deze worden meestal aangeduid met NatsuComi (夏コミ, Natsukomi) en FuyuComi (冬コミ, Fuyukomi) (samentrekkingen van Zomer en Winter Comiket) respectievelijk. NatsuComi duurt drie dagen en wordt meestal gedurende het weekend rond 15 augustus gehouden. FuyuComi duurt twee tot drie dagen en wordt meestal tussen 28 en 31 december gehouden. Deze twee datums vallen beide gedeeltelijk of geheel samen met verplichte vrije dagen in Japan. De huidige locatie van de conventie is in de Tokyo Big Sight in Odaiba.
Het grootste gedeelte van de conventie draait van 10 uur 's ochtends tot 4 uur 's middags, hoewel de kramen van bedrijven doorgaan tot 5 uur 's middags. Op de laatste dag van de conventie sluiten de bedrijfskramen en de Cosplay Square een uur eerder, dus 4 uur en 3 uur 's middags respectievelijk. Dankzij de populariteit van het evenement raadt de officiële Comiket website nieuwe bezoekers aan om in de middag te arriveren om zo lange wachtrijen te voorkomen. Degene die rond 10 uur 's ochtends arriveren kunnen een wachttijd van ongeveer een uur verwachten voordat ze naar binnen kunnen. Bezoekers die met de eerste trein arriveren kunnen een wachttijd van vijf uur verwachten voordat ze rond 10 uur 's ochtends naar binnen mogen.
Het is niet toegestaan om in de rij te gaan staan bij het congrescentrum op de dag voordat het evenement begint. Dit is omdat er anders duizenden mensen dagen van tevoren zich zouden samenscholen op het congresterrein zodat zij als eerste de meest favoriete artikelen, zoals doujinshi en doujinsoft van bekende schrijvers of speciale dingen die gemaakt worden in beperkte oplagen, kunnen kopen.

## Omvang

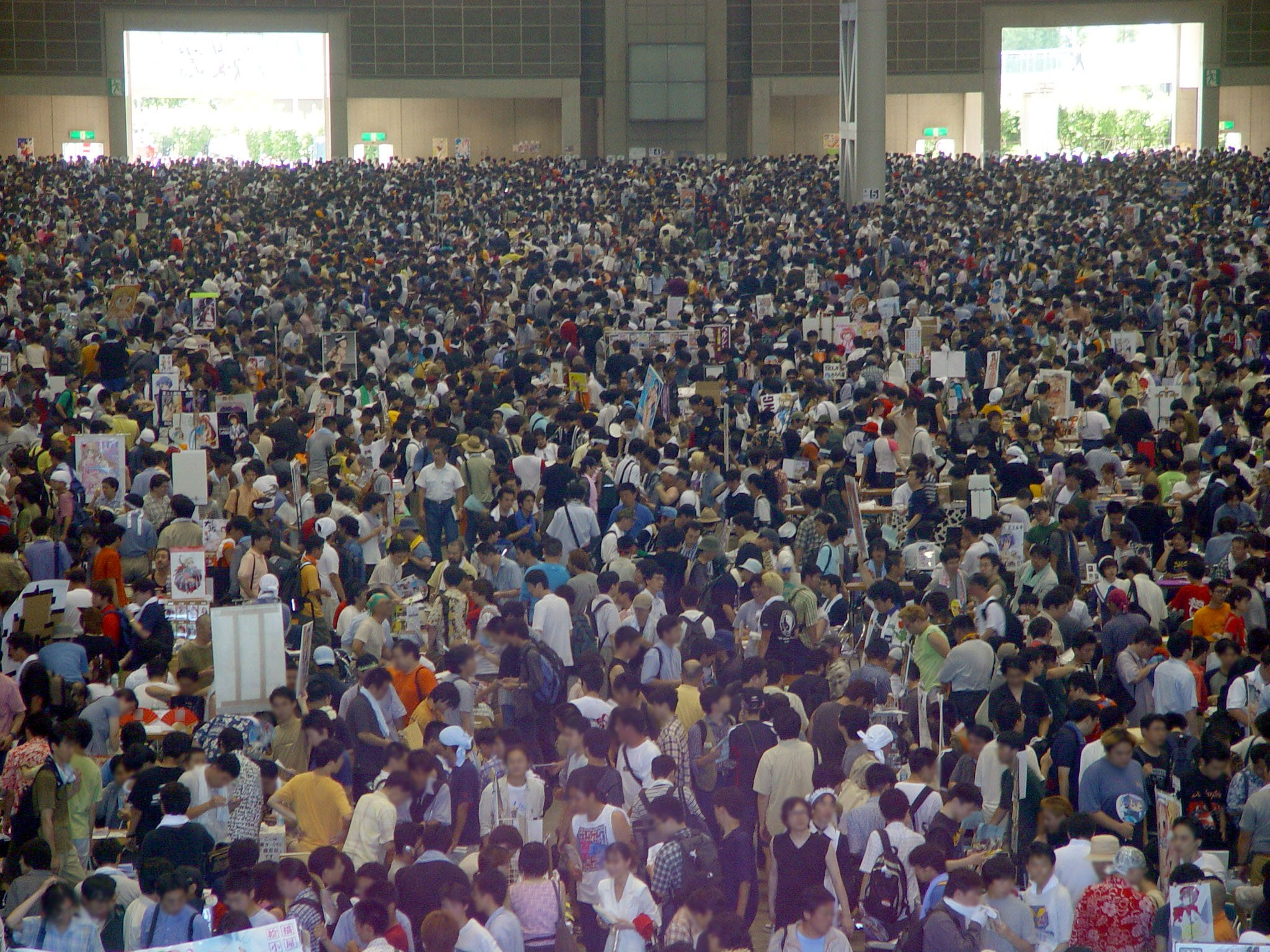
Een dag op Comiket 62

In 1982 waren er minder dan 10.000 bezoekers bij Comiket, maar in 1989 waren er al meer dan 100.000 bezoekers. Ongeveer 35.000 verkopers, ook wel bekend als cirkels, nemen deel aan het evenement. Ongeveer 510.000 bezoekers komen langs gedurende het evenement, maar dit aantal blijft groeien. Dankzij het grote aantal mensen op één locatie, zetten veel mobiele telefoniebedrijven een aantal tijdelijke antennes op om de piekbelasting op het netwerk op te vangen. Hotels, treinen en busdiensten in de omgeving van het evenement nemen ook een aantal speciale maatregelen om de grote menigten op te vangen. Comiket 76 van 14 tot 16 augustus 2009 had ongeveer 560.000 bezoekers. Sinds het begin van Comiket zijn de bezoekers en verkopers voornamelijk vrouwelijk, maar bij Comiket 78 in augustus 2010 was 60% van de deelnemers mannelijk.

## Catalogus
De Comiket Catalogus bevat informatie over de kopers en verkopers op Comiket en andere algemene informatie over het evenement. Het is beschikbaar in gedrukte vorm en als Cd-rom. De catalogus is in het Japans en was in 2008 ongeveer 1400 pagina's dik. De gedrukte versie had een oplage van 110.000 stuks en was B5-formaat. Hiermee was het ongeveer zo groot als een gemiddeld telefoonboek. Het bevat lijsten met alle deelnemende kringen, kaarten met de lay-out van de conventie, kaarten en aanwijzingen voor routes van en naar het evenement, de regels van de conventie en een of twee foto's van elke deelnemende cirkel.
De catalogus is niet meer een vereiste voor toelating, in tegenstelling tot de meeste Japanse conventies, maar zonder de catalogus is het evenement bijna onmogelijk te navigeren. Catalogi worden vaak verkocht in tenten op en rond het evenemententerrein als hulp voor de laatkomers.
De cd-romeditie van de catalogus bevat de volgende functies:
- Geavanceerde zoekfunctie waarbij gebruikgemaakt kan worden van dag, locatie, cirkel, titel, genre, enz.
- De mogelijkheid om een kleurgecodeerde checklist te maken.
- Een op maat gemaakte kaart en lijst van stands en de mogelijkheid om deze kaart en lijst uit te printen.
- Een aanklikbare lay-out voor navigatie.
- Het importeren en exporteren van cirkel- en beeldgegevens (vermoedelijk een functie die gebruikt zal worden voor nieuwere versies)
- Het opslaan van lijsten als csv-bestanden voor gebruik in een spreadsheet-programma

Tot op heden is er geen officiële Engelse versie van de catalogus.
De Comiket website heeft meestal een lijst van winkels (gerangschikt op prefectuur), waar de catalogus kan worden besteld. Niet alle winkels hebben de cd-rom versie en sommige hebben geen gedrukte versie. Dit wordt ook op de lijst van winkels op de Comiket-website vermeld. Catalogi zijn te bestellen buiten Japan, afhankelijk van de winkel. De catalogus wordt meestal twee weken voordat de conventie begint voor het eerst verzonden, tot aan de eerste dag van Comiket.